# イングルウッド (ニュージャージー州)
イングルウッド（Englewood）は、アメリカ合衆国ニュージャージー州のバーゲン郡にある都市。人口は2万9308人（2020年）。ハドソン川の西3キロメートルに位置しており、ジョージ・ワシントン・ブリッジを渡ればニューヨークのマンハッタンである。市内に鉄道駅はないがニュージャージー・トランジットのバスが高頻度に出発している。

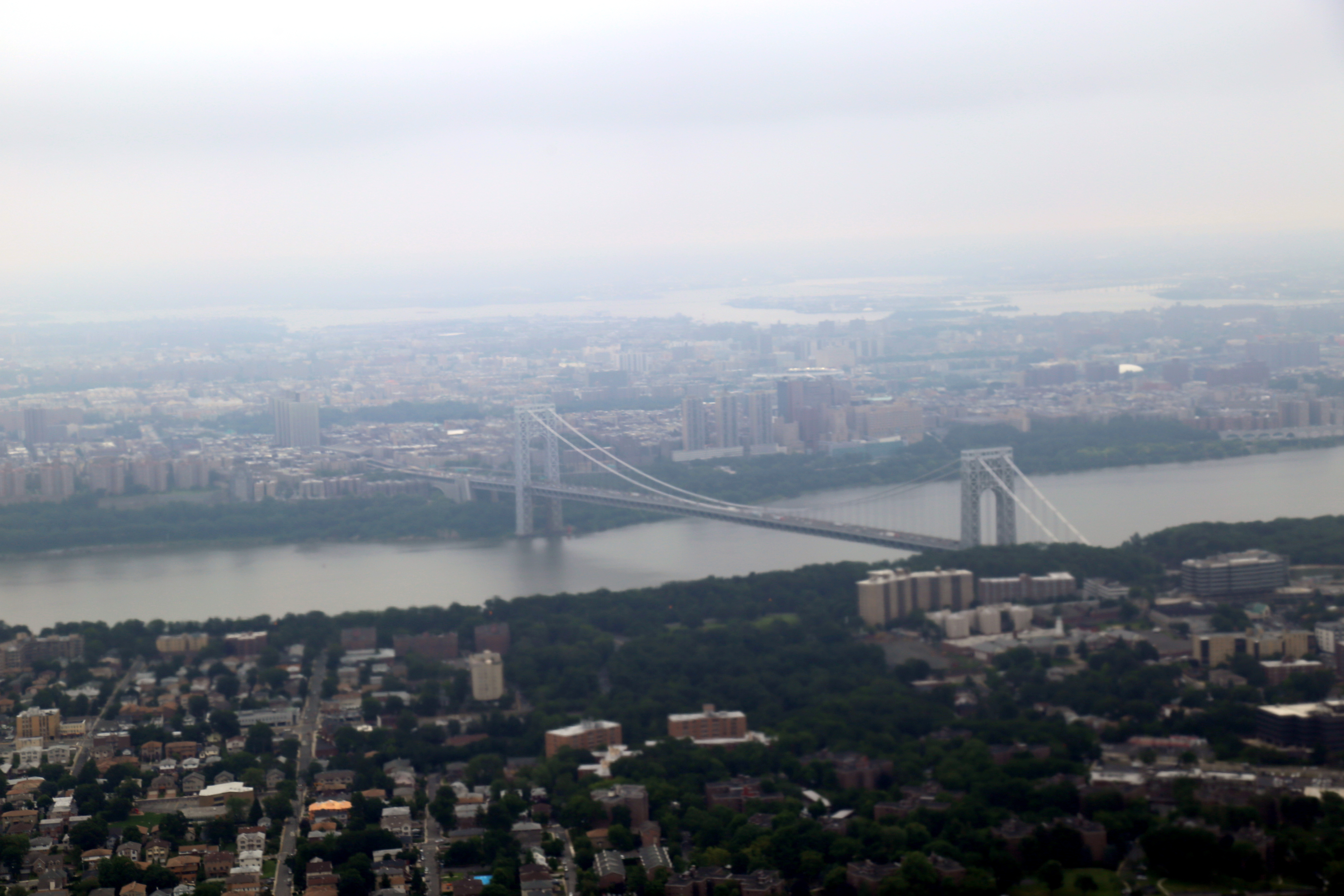
イングルウッド上空から見たマンハッタン